# 여균동
여균동(呂均東, 1958년 5월 9일 ~ )은 대한민국의 배우, 영화 감독, 정치인이다.

## 생애
1983년 영화평론가로 처음 입문하였고 1994년 '세상 밖으로'를 통해 영화감독 분야에 데뷔하였으며, 이 영화로 1995년 33회 대종상영화제 신인감독상을 수상했다. 일부 영화에도 출연했다.

## 이력
- 1971년 서울미동초등학교 졸업
- 1974년 보인중학교 졸업
- 1977년 충암고등학교 졸업
- 서울대학교 철학과 중퇴
- 전 민주통합당 중앙위원(19대 총선 안양시 동안구 을 예비 후보)
- 2012년 ~ 2013년 교통방송 '여균동의 오늘' 시사 프로그램 진행

## 작품 목록

### 영화
- 1994년 세상 밖으로
- 1995년 맨?
- 1996년 외투
- 1997년 죽이는 이야기
- 1999년 내 컴퓨터
- 2000년 미인
- 2003년 여섯 개의 시선(공동연출)
- 2006년 비단구두
- 2008년 1724 기방난동사건
- 2011년 수꼴 경계 캠페인
- 2019년 예수보다 낯선
- 2021년 저승보다 낯선

### 출연
- 1988년 성공시대
- 1994년 너에게 나를 보낸다
- 1996년 러브 스토리
- 1996년 박봉곤 가출 사건
- 1999년 이재수의 난
- 2000년 주노명 베이커리

### 수상경력
- 1994년 제15회 청룡영화상 신인남우상
- 1995년 제33회 대종상영화제 신인감독상

### 저서
- 1999년 몸 ISBN 8986840324
- 2005년 세상 밖으로(시나리오) ISBN 8984994197
- 2011년 아큐, 어느 독재자의 고백 ISBN 9788996632054
- 2017년 아무도 모르는 이야기 ISBN 9791195386000